# Rocca di Papa
Rocca di Papa település Olaszországban, Lazio régióban, Róma megyében. Lakosainak száma 17 512 fő (2023. január 1.). Rocca di Papa Albano Laziale, Aricia, Artena, Castel Gandolfo, Lariano, Marino, Monte Compatri, Rocca Priora, Velletri, Grottaferrata és Nemi községekkel határos.

## Népesség
A település lakossága az elmúlt években az alábbi módon változott:
| Lakosok száma | 17 144 | 17 201 | 17 512 |
|               | 2017   | 2018   | 2023   |